# Hendrik van Minderhout

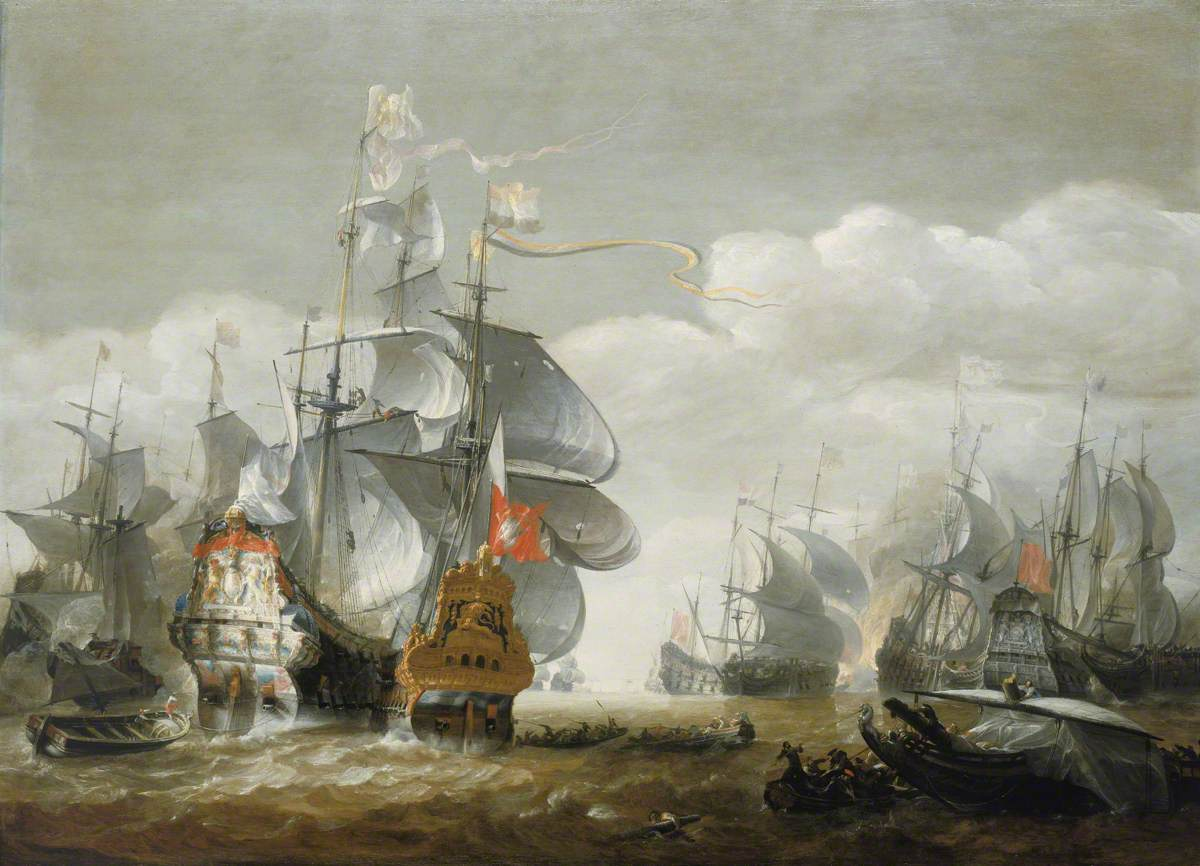
Seeschlacht bei Lowestoft, Gemälde von Hendrik van Minderhout

Hendrik van Minderhout (* 1632 in Rotterdam; † 22. Juli 1696 in Antwerpen) war ein niederländischer Marinemaler, der vor allem in den flämischen Städten Brügge und Antwerpen wirkte und als Staffagemaler mit anderen flämischen Landschafts- und Perspektivmalern zusammenarbeitete.

## Leben

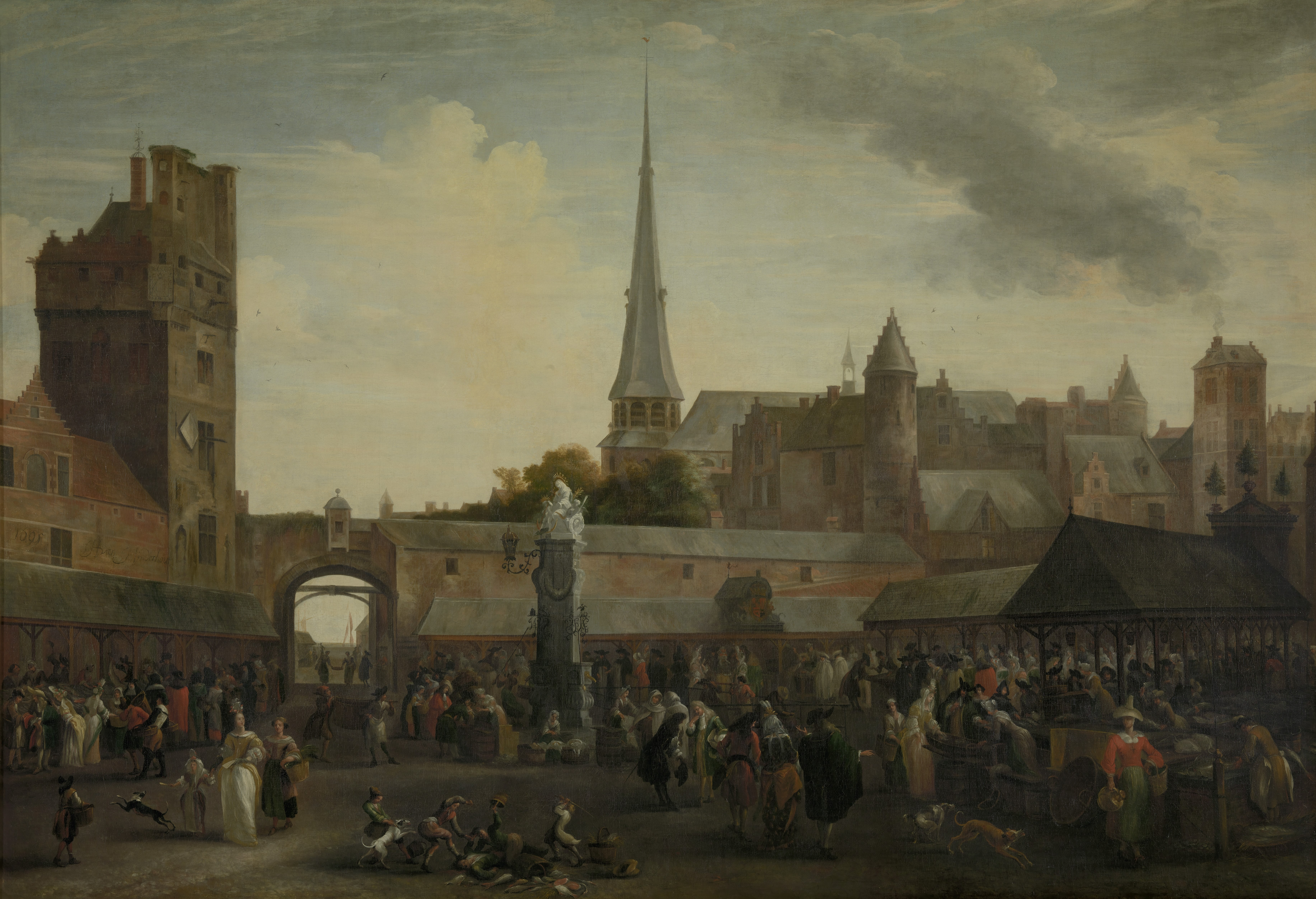
Fischmarkt in Antwerpen

Er wurde im Jahr 1632 in Rotterdam geboren und war aus unbekannten Gründen als „Grüner Ritter von Rotterdam“ bekannt. Ab 1652 lebte er in Brügge und hielt sich möglicherweise 1653 in Italien auf. 1663 trat er der Lukasgilde bei und anschließend von 1672 bis zu seinem Tod lebte van Minderhout in Antwerpen, wo er Mitglied der örtlichen Lukasgilde wurde. Dieser schenkte er eine große Leinwand eines orientalischen Hafens, um von jeglichen Zunftgebühren befreit zu werden. Im Jahr 1673 heiratete er seine zweite Frau Anna-Victoria Claus, mit welcher er fünf Kinder hatte. Zwei von den Kindern, Antoon (* 26. September 1675; † 22. Dezember 1705) und Willem August van Minderhout (* 28. August 1680; † 31. Juni 1752), wurden ebenfalls Maler. Des Weiteren war Hendrik van Minderhout Meister von Lucas Smout der Jüngere.

## Wirken

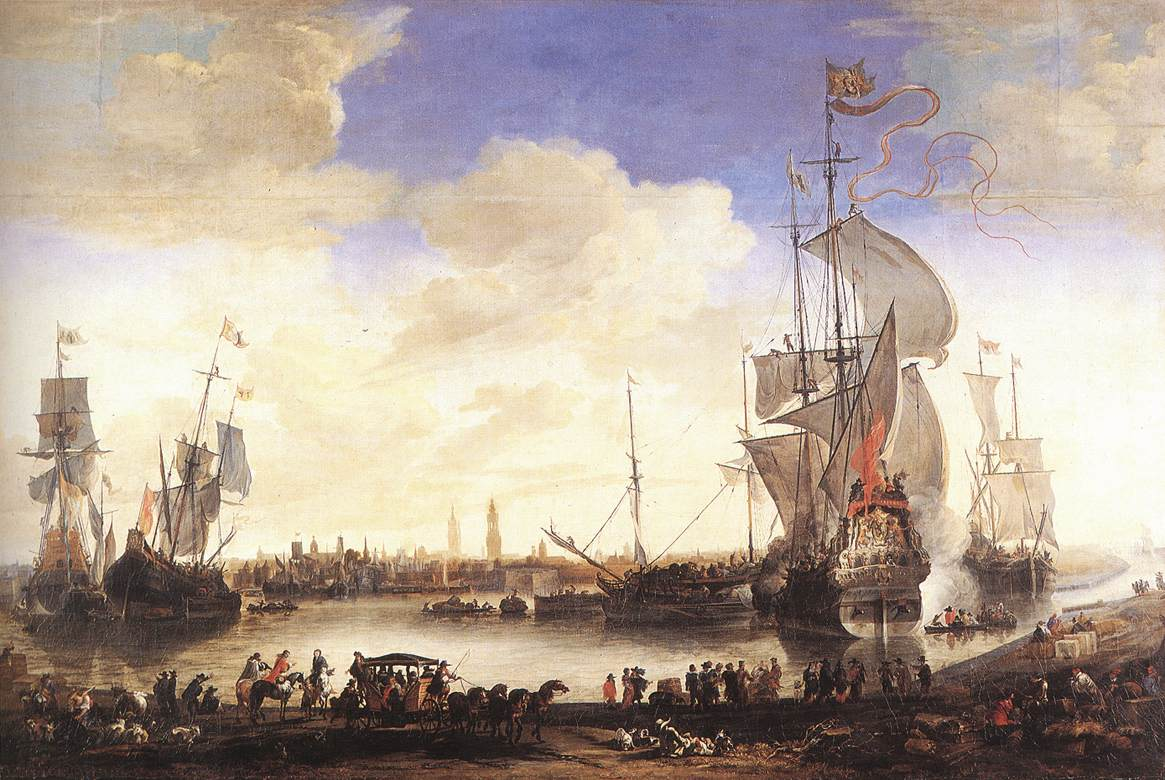
Blick auf den Hafen von Brügge

Hendrik van Minderhout malte hauptsächlich große Ansichten von Meeren und Häfen und Seeschlachten. Zu seinen Themen gehörten realistische Ansichten wie die der Häfen von Antwerpen und Brügge, aber auch imaginäre Ansichten von Mittelmeer- und orientalischen Häfen. Es wird vermutet, dass die große Vielfalt der Werke, die die Signatur Hendrik van Minderhouts tragen, auf die Existenz zweier Künstler gleichen Namens hinweist, die zur gleichen Zeit aktiv waren. Seine späteren Marinewerke sind vergleichbar mit denen des niederländischen Seelandschaftsmalers Willem van de Velde der Jüngere.
Van Minderhout wurde von seinen Antwerpener Kollegen als Staffagemaler geschätzt und es ist bekannt, dass er die Figuren zu Werken lokaler Landschafts- und Perspektivmaler wie Wilhelm Schubert van Ehrenberg und Jacob Balthasar Peeters beisteuerte.